# Prinses Amaliawindpark
Het Prinses Amaliawindpark (PAWP, voorheen Offshore Windpark Q7) is een windmolenpark in de Noordzee. Het ligt ruim 23 km voor de kust van IJmuiden, ten westen van het windmolenpark NoordzeeWind en ten noorden van het windmolenpark Eneco Luchterduinen. De windmolens zijn bij goed weer vanaf het strand te zien.

## Beschrijving
Het windmolenpark heeft een oppervlakte van 14 km² en bestaat uit 60 Vestas V-80-2.0 windturbines. De turbines hebben een ashoogte van 60 meter en een bladlengte van 40 meter, waarmee ze een hoogte van 100 meter bereiken. Elke turbine heeft een vermogen van 2 MW. In totaal is in dit windmolenpark een vermogen van 120 MW geïnstalleerd. De windmolens kunnen jaarlijks zo'n 422 GWh aan elektriciteit leveren, genoeg om 125.000 huishoudens van stroom te voorzien. Daarmee wordt er jaarlijks 225.000 ton CO2-uitstoot vermeden.
Het windmolenpark is op het stroomnet aangesloten met een 150kV-hoogspanningsverbinding die aan land komt op het strand van Wijk aan Zee. De turbines zelf zijn daartoe met 34kV-verbindingen aangesloten op een centraal transformatorstation (Offshore High Voltage Station).

## Subsidie
Voor de bouw en exploitatie van het windpark geeft de overheid een subsidie van 9,7 eurocent per opgewekte kilowattuur.  Deze vergoeding was vastgelegd in de MEP, de subsidieregeling voor duurzame energie. Windpark Q7 ontvangt jaarlijks maximaal 42 miljoen euro aan subsidie en daar komt nog eens zo'n 20 miljoen euro bij door de verkoop van elektriciteit tegen een marktprijs van ongeveer 5 eurocent per kilowattuur. Van de totale inkomsten is twee derde subsidiegeld. Voor iedere ton CO2-uitstoot dat jaarlijks wordt vermeden bedraagt de subsidie 190 euro.

## Bouwgeschiedenis
Half 2006 is de bouw van start gegaan. Eind september 2007 zijn de windturbines geïnstalleerd, deze staan in zo'n 20 meter diep water. Op 4 juni 2008 is het hele park officieel geopend. Bij deze opening is het park gedoopt tot Prinses Amaliawindpark.
Bij de bouw waren de aandeelhouders van dit park zijn Eneco, Econcern en Energy Investments Holding. Ze hebben samen 200 miljoen euro geïnvesteerd en daarnaast nog een lening van 190 miljoen euro. Daarmee komt de investering op circa 3200 euro per geïnstalleerd kW. Dat is veel hoger dan wat ECN in 2003 schatte voor windmolens op zee, namelijk circa 1600 euro per geïnstalleerd kW. Na het faillissement van Econcern in 2009 is op 1 oktober 2011 Eneco 100% eigenaar van het windpark geworden.

## Constructiefout
De windturbines zijn met monopalen verankerd in de zeebodem. De monopaal is een holle stalen buis van 50 meter lang en met een diameter van 4 meter. Ze wegen 320 ton en de palen zijn tot een diepte van ongeveer 25 meter de grond in geheid. Na het heien wordt op de monopaal een transitiestuk geplaatst waarop de toren rust met de windturbine. Een jaar na de ingebruikname werd een probleem met de cementlijm geconstateerd waardoor de molens kunnen verzakken. Door de loslatende cementlijm kan ijzer op ijzer gaan rusten waardoor er slijtage optreedt. Eneco moet 47 miljoen euro uitgeven om de constructiefout te repareren.

## Productie
In 2014 wekten de molens van het park 418 GWh stroom op, dat is vergelijkbaar met het jaarverbruik van zo’n 135.000 huishoudens. Naast de redelijk stabiele hoge jaarproductie waren de molens gemiddeld 98% van de tijd beschikbaar.
| Jaar | Productie | Huishoudens |
| ---- | --------- | ----------- |
| 2009 | 420 GWh   | 135.000     |
| 2010 | 363 GWh   | 117.000     |
| 2011 | 419 GWh   | 135.000     |
| 2012 | 422 GWh   | 135.000     |
| 2013 | 433 GWh   | 140.000     |
| 2014 | 418 GWh   | 135.000     |